# Royal Society for the Prevention of Cruelty to Animals
En 1824 fut créée, en Grande-Bretagne, la Society for the Prevention of Cruelty to Animals (litt. « Société pour la prévention de la cruauté envers les animaux ») par un groupe de 22 réformateurs dirigé par William Wilberforce et Richard Martin.
La Society for the Prevention of Cruelty to Animals fut la première organisation pour le bien-être animal fondée dans le monde. Elle reçut l'approbation de la Reine Victoria en 1840 pour devenir la Royal Society for the Prevention of Cruelty to Animals (RSPCA).
Plus tard, la RSPCA International fut créé afin d'agir dans d'autres pays. Elle travaille en étroite collaboration avec la Société mondiale de protection des animaux (WSPA).
À l'aide de dons de ses membres, la société emploie un réseau croissant d'inspecteurs ayant pour mission d'identifier les maltraiteurs, de rassembler des preuves et de les transmettre aux autorités.